# بارگاتا
بارگاتا (انگلیسی: Bargata) یک شهرک در شهرستان دیورتیورلینسکی در استان باشقیرستان کشور روسیه است.